# An Nhạc
An Nhạc (tiếng Trung: 安岳县; bính âm: Ānyuè Xiàn) là một huyện thuộc địa cấp thị Tư Dương, tỉnh Tứ Xuyên, Trung Quốc. An Nhạc được biết đến với các cánh đồng trồng chanh và nghề điêu khắc đá.

### Hành chính
An Nhạc được chia ra làm 69 đơn vị hành chính cấp hương, gồm 32 trấn và 37 hương. 
- Trấn: Nhạc Dương (岳阳镇), Uyên Đại (鸳大镇), Thạch Kiều Phố (石桥铺镇), Thông Hiền (通贤镇), Long Đài (龙台镇), Diêu Thị (姚市镇), Lâm Phượng (林凤镇), Mao Gia (毛家镇), Vĩnh Thanh (永清镇), Vĩnh Thuận (永顺镇), Thạch Dương (石羊镇), Lưỡng Bản Kiều (两板桥镇), Hộ Long (护龙镇), Lý Gia (李家镇), Nguyên Bá (元坝镇), Hưng Long (兴隆镇), Thiên Lâm (天林镇), Trấn Tử (镇子镇), Văn Hóa (文化镇), Chu Lễ (周礼镇), Tuần Long (驯龙镇), Hoa Nghiêm (华严镇), Ngoạ Phật (卧佛镇), Trường Hà Nguyên (长河源镇), Trung Nghĩa (忠义镇), Hộ Kiến (护建镇), Nam Huân (南熏镇), Tư Hiền (思贤镇), Nhân Hòa (人和镇), Thanh Lưu (清流镇), Hiệp Hòa (协和镇), Triều Dương (朝阳镇)
- Hương: Thành Bắc (城北乡), Thành Tây (城西乡), Thạch Cổ (石鼓乡), Lai Phượng (来凤乡), Thiên Mã (天马乡), Đoàn Kết (团结乡), Duyệt Lai (悦来乡), Bạch Thủy (白水乡), Vân Phong (云峰乡), Nhạc Tân (岳新乡), Thiên Nham (偏岩乡), Đông Thắng (东胜乡), Bình Hà (坪河乡), Càn Long (乾龙乡), Cao Thăng (高升乡), Hoành Miếu (横庙乡), Thụy Vân (瑞云乡), Bạch Tháp Tự (白塔寺乡), Song Long Nhai (双龙街乡), Đỉnh Tân (顶新乡), Hòa Bình (和平乡), Cao Ốc (高屋乡), Hiệp Nghĩa (合义乡), Nỗ Lực (努力乡), Cộng Hòa (共和乡), Thiên Bảo (天宝乡), Ngư Long (鱼龙乡), Kiển Hóa (建华乡), Đại Bình (太平乡), Cửu Long (九龙乡), Nhạc Nguyên (岳源乡), Long Kiều (龙桥乡), Thiên Phật (千佛乡), Củng Kiều (拱桥乡), Bảo Hóa (宝华乡), Tự Trị (自治乡), Đại Niệm (大埝乡)